# Andreas Oldörp
Andreas Oldörp (* 1959 in Travemünde) ist ein deutscher Klang- und Installationskünstler.
1978–1988 studierte er an der Hochschule für bildende Künste Hamburg und Philosophie an der Universität Hamburg. Weitere Studienaufenthalte hatte er in Paris (1983–1984) und in der Volksrepublik China (Zhejiang Academy of Fine Arts, Hangzhou, 1989–1990). Seit 1986 fertigt er Klangskulpturen und ab 1988 arbeitet er raumbezogen, überwiegend mit Klang. Seit 1987 erforscht und erweitert Oldörp das Klangerzeugungsprinzip des Pyrophons. Seit 1988 entwickelt er Klanginstallationen und -skulpturen mit konstanten Klängen, die komplexe und räumlich variable Klanggewebe erzeugen. Dabei verzichtet Oldörp auf elektronische Klangerzeuger; er verwendet Orgelpfeifen, die durch ein gläsernes Luftleitungssystem verbunden sind oder Singenden Flammen, bei denen butan- oder wasserstoffbetriebene Brenner die Luftsäulen in Glaszylindern zum Schwingen bringen.
Andreas Oldörp ist Mitglied im Deutschen Künstlerbund. 2012 wurde er auf den Lehrstuhl für Soundart an der Hochschule der Bildenden Künste Saar in Saarbrücken berufen. Er lebt in Hamburg.

## Werke
- Requiem für eine Schlange, Aktion an der Akademie in Kopenhagen (mit Poul Næs) (1987)
- Singende Flammen Bunker, unter dem Hans-Albers-Platz, Hamburg (1988)
- I don't mind being moved, but I don"t like to be pushed., Sønderjyllands Kunstmuseum, Tønder (1994)
- … to rub out the word., St. Petri-Kirche zu Lübeck (1997)
- Am Anfang war nicht das Wort, sondern ein Zwitschern Kunsthalle Rostock (mit Henning Christiansen) (1997)
- Zwei Klanginstallationen für Parochial singuhr-hörgalerie in parochial, Berlin (1998)
- !Horizont, KUNST.HALLE.KREMS, Krems (1998)
- Le Nénuphar, Galerie Quartier Ephemère, Montreal (2000)
- Über den Teichen, Klanginstallation am Waldskulpturenweg, bei Schmallenberg-Grafschaft (seit 2001)
- High Fidelity, Klanginstallation auf zwei Inseln im Schlosspark von Donaueschingen anlässlich der Musiktage (2001)
- im leeren raum, Kornschütte, Luzern (2004)
- dawn blossoms..., Zentrum für Internationale Lichtkunst, Unna (2004)
- 5ORTE, fünf Klanginstallationen in der Altstadt von Heidelberg in Zusammenarbeit mit dem Kunstverein (2005)
- l'éphémère, im Rahmen der nuit blanche, Paris (2005)
- Große Bergstraße 173, Skulptur auf dem Jessenplatz in Hamburg-Altona (seit 2006)
- ABSEITS, Klanginstallation in der Johanneskirche, Berlin im Rahmen der sonambiente (2006)
- bei Beuys / Erste Hilfe, im Rahmen der Ausstellung IM AUGE DE KLANGES, Museum Schloss Moyland (2007)
- Lotos (Julius gewidmet), im Rahmen des KlangZeitFestival 2008 / 'time is on my side', Dominikanerkirche, Münster (2008)
- 3 fluidum, im Rahmen von bonn hoeren (Stadtklangkunst Bonn), Bonn (2012–2016)